# Shariff Kabunsuan
Shariff Kabunsuan was een provincie van de Filipijnen op het eiland Mindanao van 2006 tot begin 2009, toen de provincie door een beslissing van het Filipijnse hooggerechtshof opgeheven werd. De provincie maakte deel uit van regio ARMM (Autonomous Region in Muslim Mindanao). De hoofdstad van de provincie was de gemeente Datu Odin Sinsuat. Bij de laatste census in 2007 had de provincie bijna 563 duizend inwoners.
De provincie was genoemd naar Shariff Mohammed Kabungsuwandie die de Islam in de 16e eeuw introduceerde in Centraal-Mindanao.

## Geschiedenis
De provincie Shariff Kabunsuan ontstond eind 2006. Het was de eerste provincie die niet door wetgeving van het Filipijns Congres is ontstaan, maar door de wetgeving van het bestuur van de autonome regio ARMM. Op 29 oktober 2006 werd de komst van de nieuwe provincie definitief goedgekeurd middels een grote meerderheid van 97% van de uitgebrachte stemmen van de gehouden volksraadpleging. Op 30 december 2006 werd weer middels een volksraadpleging het creëren van een nieuwe gemeente Northern Kabuntalan goedgekeurd, waardoor het totale aantal gemeenten in de provincie op 11 kwam.
Het Filipijnse hooggerechtshof bepaalde eind 2008 dat de autonome regio ARMM geen bevoegdheid had om provincies te creëren en dat provincie derhalve niet bestond. Het hoger beroep dat was aangespannen door het provinciebestuur werd begin 2009 afgewezen.

## Geografie

### Bestuurlijke indeling
Shariff Kabunsuan bestond uit 11 gemeenten.

#### Gemeenten
| - Barira - Buldon - Datu Blah T. Sinsuat - Datu Odin Sinsuat - Kabuntalan - Matanog | - Northern Kabuntalan - Parang - Sultan Kudarat - Sultan Mastura - Upi |

Deze gemeenten waren weer verder onderverdeeld in 209 barangays.

## Demografie
Shariff Kabunsuan had bij de census van 2007 een inwoneraantal van 562.886 mensen. Dit zijn 197.038 mensen (53,9%) meer dan dezelfde gemeenten (die toen nog bij de provincie Maguindanao behoorden) bij de vorige census van 2000. De gemiddelde jaarlijkse groei kwam daarmee uit op 6,12%, hetgeen hoger is dan het landelijk jaarlijks gemiddelde over deze periode (2,04%). Vergeleken met de census van 1995 is het aantal mensen met 253.457 (81,9%) toegenomen.